# AH Velorum
AH Velorum là tên của một ngôi sao đơn lẻ có ánh sáng màu vàng trắng nằm trong chòm sao Thuyền Phàm. Với cấp sao biểu kiến là 5,70, ta có thể nhìn thấy ngôi sao này bằng mắt thường. Để có thể nhìn thấy nó rõ ràng nhất, ta cần có một vị trí cách xa thành thị (do sự ô nhiễm ánh sáng đã làm hạn chế tầm nhìn) và điều kiện thời tiết tốt. Giá trị thị sai đo được là 1,217 mas, nghĩa là khoảng cách của nó với Trái Đất của chúng ta là khoảng xấp xỉ 2700 năm ánh sáng. Hiện tại, nó đang di chuyển ra xa khỏi phía Trái Đất với vận tốc 26 km/s.
Nó là một ngôi sao khổng lồ hay sao siêu khổng lồ sáng với quang phổ loại F7 Ib-II. Tuổi của nó là khoảng 50 triệu năm và hiện đang quay quanh trục của nó với vận tốc 10 km/s. Khối lượng của nó gấp 7 lần khối lượng mặt trời và đang phát ra năng lượng hay có thể nói là phát sáng gấp 930 lần mặt trời với nhiệt độ hiệu dụng nơi quang cầu của nó là 6102 Kelvin.
Nó được phân loại là một sao biến quang Cepheid với cấp sao biểu kiến thay đổi từ 5,50 đến 5,89 với chu kì hơn 4,227171 ngày. Nó dao động trong âm bội đầu tiên với chu kì cơ bản là 6,04 ngày.

## Dữ liệu hiện tại
Theo như quan sát, đây là ngôi sao nằm trong chòm sao Thuyền Phàm và dưới đây là một số dữ liệu khác:
- Xích kinh 08h 11m 59.96702s[3]
- Độ nghiêng −46° 38′ 39.6561″[3]
- Cấp sao biểu kiến 5.70[2] (5.50 – 5.89)[10]
- Cấp sao tuyệt đối −2.52[8]
- Vận tốc hướng tâm +260±29[4] km/s
- Loại quang phổ F7 Ib-II[11]
- Giá trị thị sai 1,2170 +/- 0,0570 mas[3]